# La Mure (entreprise)
Pour les articles homonymes, voir La Mure (homonymie).
La Mure est une ancienne entreprise française pétrolière et énergétique.

## Historique
L'entreprise La Mure est fondée en 1924 dans le but d'exercer du commerce avec le charbon de la Mure.
La société connait très rapidement un grand essor, mais rapidement, le pétrole apparaît comme un concourant très sérieux du charbon.
Ses dirigeants s'y lancent alors et la société se développe rapidement dans la région Sud-Est mais aussi dans la région parisienne et bordelaise.
En 1957 le chiffre d'affaires atteint les 3 milliards de francs et en 1960 l'entreprise grenobloise fusionne avec l'UGP (l’Union Générale des Pétroles).
La filiale La Mure-Union est créé en 1961.
En 1966 La Mure-Union s’associe avec l'UGD (Union Générale de Distribution).
Depuis sa création en 1960, l'UGD a acquis la plupart des petites sociétés de distribution telles que :
- La Mure Union avec la marque la Mure ;
- Solydit Union qui utilise la marque Avia ;
- Essences et carburants de France qui vend aussi sous la marqua Avia ;
- La Compagnie française de produits pétrolifères (CFPP) avec la marque Caltex (CALifornia oil - TEXaco), à l'origine filiale de Texaco (dont elle a conservé le logo, qui est une étoile rouge à cinq branches) et de California Oil.

## Naissance du groupeElf Aquitaine

### Les constituants
De 1949 à 1960, les équipes françaises sillonnent le monde entier et font des découvertes qui donnent à la France l’indépendance pétrolière qu’elle cherchait.
La production marchant à grand régime, on décide alors de lui adjoindre un complément indispensable : le raffinage et la commercialisation.
Le 27 avril 1967, le Groupe (qui regroupait alors plusieurs sociétés pétrolières : Caltex, Avia, La Mure, CFPP et Lacq) vendait ses produits sous des noms différents.
Le 28 avril 1967, il n’y en a plus qu’un seul : Elf.